# Theater Rotterdam
Theater Rotterdam is een theatergezelschap en podium in de Nederlandse stad Rotterdam. Het heeft twee locaties: TR25 Schouwburg en TR8 William Boothlaan, een kleinschalig podium in het voormalige Ro Theater.

## Totstandkoming
Theater Rotterdam is in maart 2017 ontstaan uit de fusie van het Ro Theater, de Rotterdamse Schouwburg en Productiehuis Rotterdam met Wunderbaum als eerste alliantiepartner.  De naam is in gebruik voor zowel het gebouw (de voormalige Rotterdamse Schouwburg) als de organisatie ontstaan uit de fusie van voornoemde theaterproductieorganisaties. 
De voorbereidingen tot de fusie hebben enkele jaren in beslag genomen. Er waren in eerste instantie vijf verschillende theaterinstellingen betrokken bij de fusie tot Theater Rotterdam. Dit was volgens Embrechts (2015) een noviteit in de Nederlandse toneelwereld. In maart 2016 werd het fusieproject Theater Rotterdam in de Rotterdamse Schouwburg gepresenteerd.
In september 2016 was Melle Daamen aangetreden als algemeen directeur van Theater Rotterdam. Hij was eerder directeur van de Amsterdamse Stadsschouwburg geweest. Onder zijn leiding werden de opgetreden controverses beslecht en kwam de fusie van de grond. Na anderhalf jaar indiensttreding trad hij in april 2018 abrupt weer af. Walter Ligthart van Het Nationale Theater in Den Haag werd aangesteld als de nieuwe algemeen directeur. In 2020 was de fusie nog steeds geen succes. In 2020 is Alida Dors aangesteld tot artistiek directeur, zakelijk directeur is momenteel Herman van Karnebeek. 
Vanaf 2025 vormen negen makers en makerscollectieven de makerscommunity van Theater Rotterdam:
Alida Dors, Dalton Jansen, Erik Whien, Grande Loge, Khadija El Kharraz Alami, Mathieu Wijdeven, Nastaran Razawi Khorasani, Romana Vrede en Wunderbaum.

## De makers van Theater Rotterdam
- Boogaerdt/VanderSchoot
- Erik Whien
- Wunderbaum
- Johan Simons
- Davy Pieters
- Pieter Kramer
- Marjolijn van Heemstra
- Schwalbe
- Urland
- Alida Dors
- Lotte van den Berg - Third Space
- WArd/waRD - Ann Van den Broek

## Familievoorstellingen Theater Rotterdam
De traditie van familievoorstellingen is voortgezet vanuit het Ro Theater. De familievoorstellingen draaien altijd in de kerstvakantie.
- 2012/2013 - Woef side story
- 2013/2014 - Reprise Lang en gelukkig
- 2014/2015 - Zere neus
- 2015/2016 - De gelaarsde poes
- 2016/2017 - Snorro
- 2017/2018 - Reprise Woef side story
- 2018/2019 - Hamlet
- 2019/2020 - Repelsteeltje en de blinde prinses